# Русская эскадра

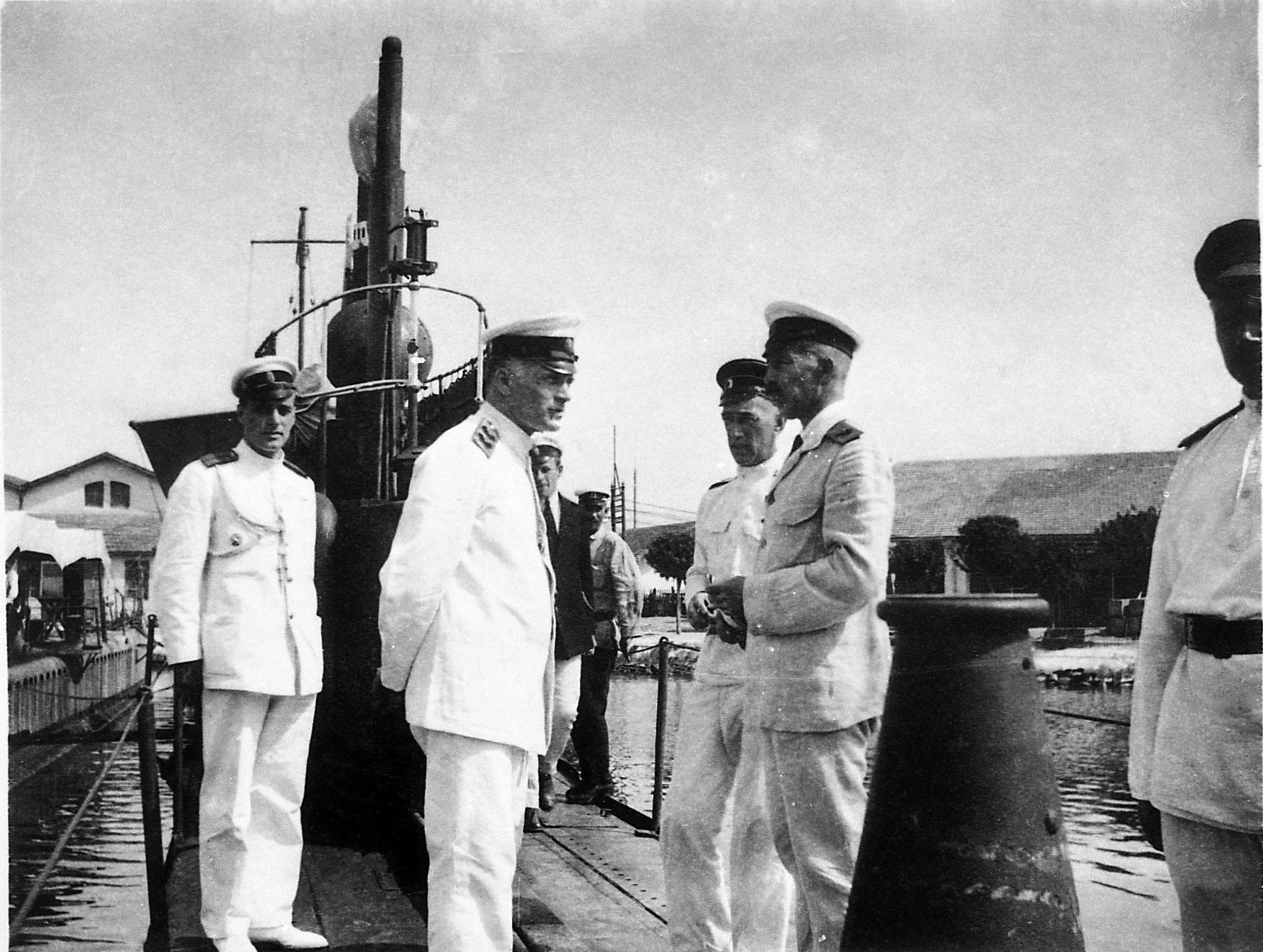
Вице-адмирал М. А. Кедров, контр-адмирал М. А. Беренс, контр-адмирал А. И. Тихменев на подводной лодке «Тюлень» в Бизерте, июль 1921 года.

Ру́сская эска́дра — тактическое соединение  кораблей, вспомогательных военных судов Российского Императорского флота, а также мобилизованных пароходов, участвовавших в эвакуации из Крыма военнослужащих Русской Армии генерала Врангеля и гражданского населения, не принявшего большевизм.  Существовало в 1920—1924 годах.

## История
10 ноября 1920 года началась эвакуация Крыма, которой завершилось отступление Русской Армии. В течение трех дней на 126 судов были погружены войска, семьи офицеров, часть гражданского населения крымских портов — Севастополя, Ялты, Феодосии, Керчи, и Евпатории. Общее количество добровольных изгнанников составило около 150 тысяч человек.
21 ноября 1920 года флот был реорганизован в Русскую эскадру, состоящую из четырех отрядов. Её командующим был назначен контр-адмирал Кедров. 1 декабря 1920 года Совет Министров Франции согласился принять Русскую эскадру в порту Бизерта в Тунисе.

Командование Русской эскадры

Переход Русской эскадры в Бизерту происходил в период с 8 декабря 1920 года по февраль 1921 года. На кораблях помимо матросов и офицеров флота находилось около 5400 беженцев.
С января 1921 года по 29 октября 1924 года Русская эскадра находилась под командованием контр-адмирала Беренса. В период с 1921 года по 1923 год силами морских офицеров Русской эскадры под руководством Н. А. Монастырёва выходил в свет машинописный «Бизертинский морской сборник».
Состав Русской эскадры постепенно сокращался из-за нехватки средств вплоть до полного списания личного состава на берег в конце 1922 года.
Уничтожение кораблей Русской эскадры производилось силами французских властей, часть кораблей были уведены из порта и присоединены к флоту Министерства торгового мореплавания Франции, часть досталась итальянским и мальтийским судовладельцам.
30 октября 1924 года, после признания правительством Франции Советского правительства, Русская эскадра была официально расформирована. В конце декабря 1924 года в Бизерту прибыла советская техническая комиссия во главе с академиком Крыловым. Комиссия составила список судов, которые должны были быть переданы СССР. В Западной Европе поднялась волна протестов против выполнения франко-советской договоренности по части передачи эскадры, и Франция уклонилась от выполнения соглашения по флоту. Оставшиеся в порту Бизерты корабли были проданы на слом.

## Командование эскадры
- Командующий
  - 21.11.1920-31.12.1920 — вице-адмирал Кедров М. А.
  - 31.12.1920-29.10.1924 — вр. и. д. контр-адмирал Беренс М. А.
- Начальник штаба
  - 21.11.1920-29.10.1924 — контр-адмирал Тихменев А. И.

## Состав эскадры
- Линкоры:

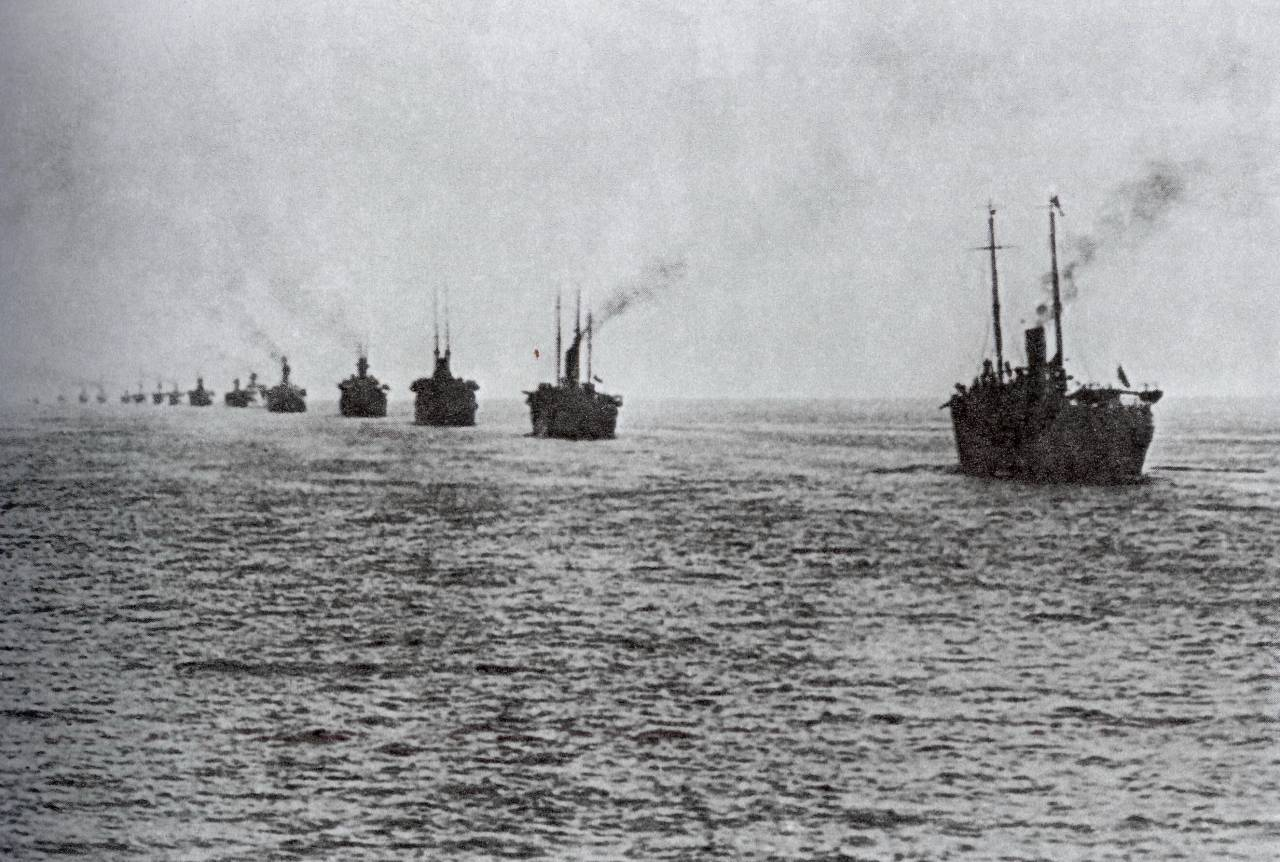
Эвакуация Белой армии из Крыма.

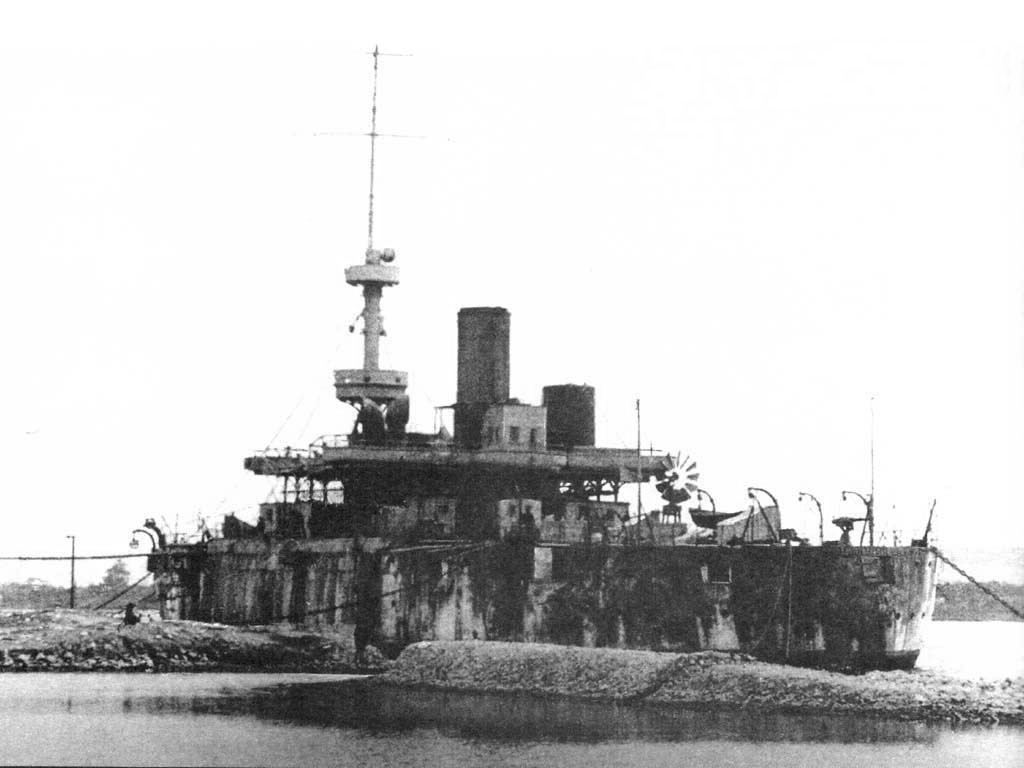
Линкор «Георгий Победоносец» Русской Эскадры, внутренний рейд Бизерты, конец 1920-х годов.

  - дредноут «Генерал Алексеев», командир — капитан 1-го ранга Федяевский И. К.
  - эскадренный броненосец «Георгий Победоносец», командир — капитан 2-го ранга Савич П. П.
- Крейсеры:
  - «Генерал Корнилов», командир — капитан 1-го ранга Потапьев В. А.
  - «Алмаз», командир — капитан 1-го ранга Григорков В. А.
- Эсминцы:
  - «Цериго», командир — капитан 2-го ранга Задлер Н. В.
  - «Поспешный», командир — капитан 2-го ранга Крафт М. Е.
  - «Пылкий», командир — капитан 2-го ранга Кублицкий А. И.
  - «Дерзкий», командир — капитан 1-го ранга Гутан (2-й) Н. Р.
  - «Беспокойный», командир — капитан 2-го ранга Новиков Б. Л. (с августа 1922 лейтенант Геринг А. А.)
  - «Гневный», командир — старший лейтенант Демченко Г. П.
  - «Капитан Сакен», командир — капитан 2-го ранга Остолопов А. А.
  - «Жаркий», командир — старший лейтенант Манштейн А. С.
  - «Звонкий», командир — старший лейтенант Максимович М. М.
  - «Зоркий», командир — капитан 2-го ранга Зилов В. А.
- Подводные лодки:
  - «АГ-22», командир — старший лейтенант Матыевич-Мацеевич К. Л.
  - «Буревестник», командир — старший лейтенант Оффенберг С. В.
  - «Утка», командир — капитан 2-го ранга Монастырёв Н. А.
  - «Тюлень», командир — капитан 2-го ранга Копьев М. В.
- Канонерские лодки:
  - «Страж», командир — капитан 2-го ранга Люби К. Г.
  - «Грозный», командир — старший лейтенант фон Вирен Р. Э.
- Посыльные суда:
  - «Якут», командир — капитан 1-го ранга Китицын М. А.
  - «Лукулл», командир — старший лейтенант Степанов Б. Н.
- Тральщики:
  - «Китобой», командир — лейтенант Ферсман О. О.
  - «Альбатрос», командир — лейтенант Ферсман О. О.
  - «Баклан», командир — лейтенант Ферсман О. О.
- Вооружённые ледоколы:
  - «Всадник», командир — старший лейтенант Викберг Ф. Э.
  - «Джигит», командир — капитан 1-го ранга Вилькен В. В.
  - «Гайдамак», командир — капитан 1-го ранга Вилькен В. В.
- Сторожевой катер:
  - «Капитан 2-го ранга Медведев», командир — штабс-капитан Поляков Е. А.
- Гидрографические суда:
  - «Веха», командир — штабс-капитан Поляков Е. А.
  - «Казбек», командир — штабс-капитан Поляков Е. А.
- Ледокол:
  - «Илья Муромец», командир — капитан 2-го ранга Рыков И. С.
- Транспорт-мастерская:
  - «Кронштадт», командир — капитан 2-го ранга Мордвинов К. В.
- База подводных лодок:
  - «Добыча», командир — капитан 2-го ранга Н. А. Краснопольский
- Учебное судно:
  - «Свобода» («Моряк»), командир — старший лейтенант Рыбин А. Г.
- Танкер:
  - «Баку» (недостроен)
- Буксиры:
  - «Голланд», командир — старший лейтенант Иваненко Н. В.
  - «Черномор», командир — капитан 2-го ранга Бирилев В. А.
  - «Бельбек»
  - «Севастополь»
- Пароход:
  - «Великий князь Константин III»  — капитан 2-го ранга Домбровский М. В.
- Транспорты:
  - «Дон», командир — капитан 1-го ранга Зеленой С. И.
  - «Крым», командир — подполковник Андросов Я. С.
  - «Далланд», командир — капитан 1-го ранга Подгорный Я. И.
  - «Шилка», командир — капитан 2-го ранга Нелидов Д. Д.
  - «Самара», командир — контр-адмирал Заев А. Н.
  - «Екатеринодар», командир — капитан 2-го ранга Ивановский П. А.
  - «Рион», командир — капитан 1-го ранга Длусский А. П.
  - «Инкерман», командир — капитан торгового флота Гальченко М. Я.
  - «Поти», командир — капитан 2-го ранга Дон В. П.
  - «Ялта», командир — капитан 2-го ранга Федосеев Н. Б.
  - «Сарыч», командир — капитан 2-го ранга Киселёв
  - «Осторожный»
  - «Туркестан»
  - «Ольга» («Сухум»)
  - «Заря»
  - «Псезуапе»
  - Эльпидифор-410 («Вера»)
  - Эльпидифор-411 («Надежда»)
  - Эльпидифор-412 («Любовь»)

## Исторические документы/первоисточники

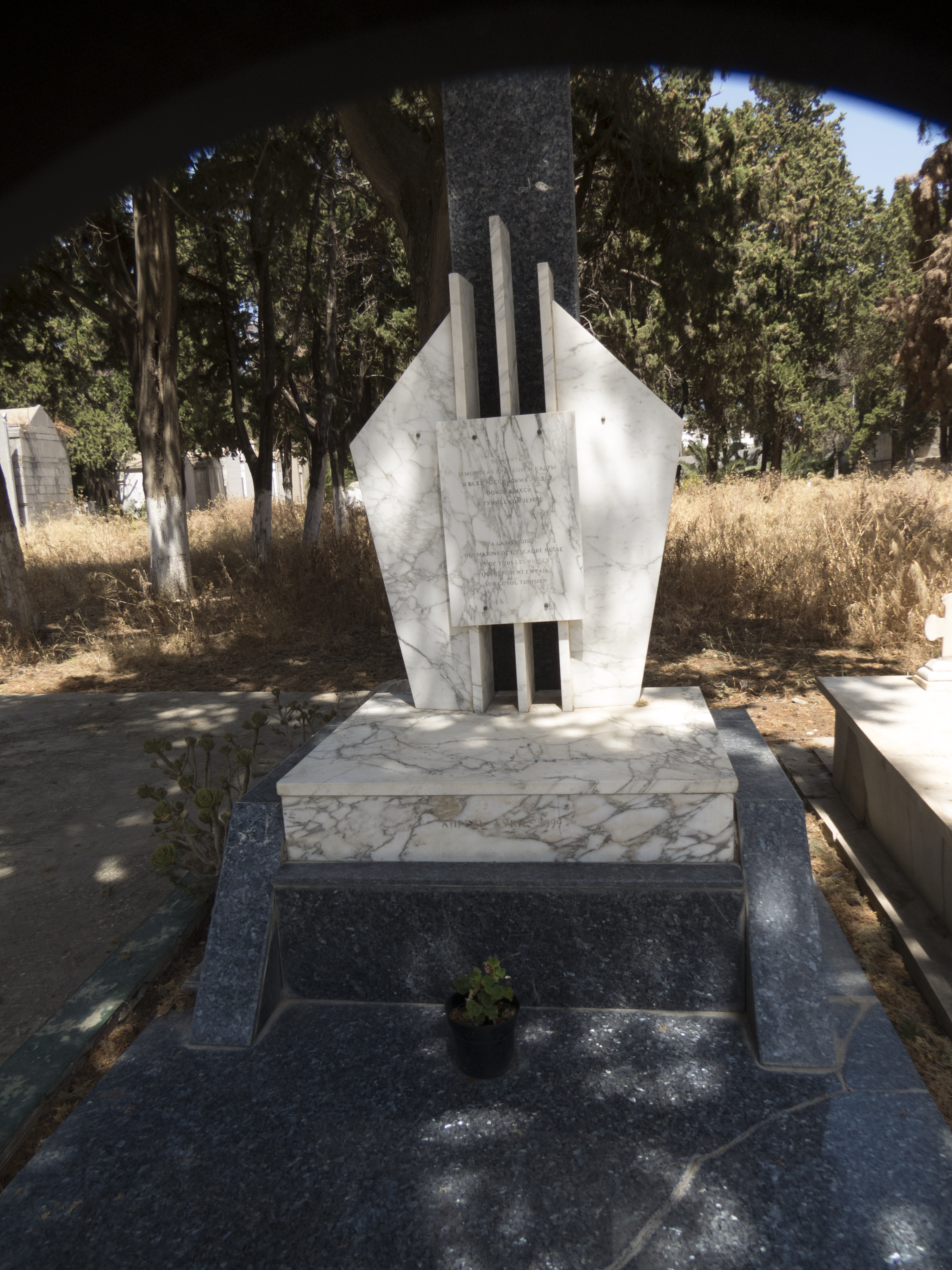
Памятный знак на христианском кладбище в Бизерте морякам Русской эскадры и всем русским, похороненным в Тунисе

В 1993 году документы, освещающие историю Русской эскадры, начало передавать в Россию Американо-российское культурно-просветительское благотворительное общество «Родина» (г. Нью-Джерси, г. Лейквуд, США). Документы были переданы Центральному музею Вооружённых Сил (в то время — Центральный музей Советской Армии).
- Приказ Главнокомандующего Русской армией № 4187
- Приказ Главнокомандующего Русской армией № 6793
- Приказ командующего Русской эскадрой от 07.12.1920

Много документов о пребывании Русской эскадры в Бизерте находится в частных собраниях.
- Отчеты о пребывании Русской экскадры в Бизерте 1921-1922 гг.[2]